# Saint-Benoît-du-Lac
Pour les articles homonymes, voir Saint-Benoît.
Saint-Benoît-du-Lac est une municipalité dans la municipalité régionale de comté de Memphrémagog au Québec (Canada), située dans la région administrative de l'Estrie. Elle abrite notamment un monastère de l'ordre de Saint-Benoît, appelé l'abbaye Saint-Benoît-du-Lac.

## Toponymie
Son nom fait référence à Benoît de Nursie, fondateur de l'ordre des bénédictins.

## Démographie
| 1991 | 1996 | 2001 | 2006 | 2011 | 2016 | 2021 |
| ---- | ---- | ---- | ---- | ---- | ---- | ---- |
| 57   | 53   | 47   | 48   | 50   | 32   | 43   |